# Reminiszenz
Reminiszenz (lateinisch reminiscor, „sich erinnern, sich besinnen auf, ersinnen“) ist die Bezeichnung für eine Erinnerung, die für eine Person eine Bedeutung hat. Reminiszenz meint auch einen Anklang oder ein Überbleibsel.

## Begriffswandel
Der Begriff Reminiszenz wurde bis zum Anfang des 20. Jahrhunderts speziell von Autoren und Dichtern in der Schriftsprache verwendet. Zum Beispiel gab Eduard Mörike seinem Gedicht aus dem Jahr 1845 den Titel Göttliche Reminiszenz. Die Bedeutung des Begriffes ist im Laufe der Jahrzehnte umfassender geworden und diese Zunahme kann besonders im 21. Jahrhundert beobachtet werden: Für einen Lebensrückblick werden fünf Arten von Reminiszenzen eingesetzt. Und das Jahrbuch 2015 des Parodos Verlages trägt den Titel Historisches Verstehen als Reminiszenz und Vision.

## Kunst
Maler, Regisseure, Bildhauer und Komponisten erinnern in ihren Werken bisweilen durch Reminiszenzen an andere Kunstwerke. Auch werden Konzerte in der Form einer Reminiszenz an berühmte Vorgänger abgehalten.
In der Literaturwissenschaft wird von einer Reminiszenz gesprochen, wenn an einer Stelle eines Werkes ein Anklang an eine Formulierung aus dem Werk eines anderen Autors enthalten ist. Dadurch wird erkennbar, dass der Verfasser das ältere Werk gekannt hat und darauf anspielt oder sich davon anregen ließ.
In der Operette des 20. Jahrhunderts ist die Reminiszenz ein kurzes Wiederauftreten eines Liedes bzw. dessen Refrains gegen Ende des Werkes. Damit werden den Figuren die entscheidenden Gefühle der Geschichte, dem Zuschauer jedoch die wichtigsten Teile des Stücks noch einmal in Erinnerung gebracht. Im frühen 20. Jahrhundert bestanden die Schlussakte der Werke musikalisch oft fast ausschließlich aus Reminiszenzen fast aller Hauptlieder aus den vorangehenden Akten.

## Psychologie
In der Psychologie nennt man Reminiszenz das Erinnern an ein Item bei einem zweiten Erinnerungsversuch, welches beim ersten noch nicht erinnert wurde. Reminiszenz-Forschung war früher ein spezieller Zweig der Lernforschung, die untersuchte, unter welchen Bedingungen Leistungsverbesserungen unter Verwendung bestimmter Ruhepausen zu erzielen waren.
Die Lebensrückblickstherapie verwendet den Begriff Reminiszenz umfassend, und sie bezieht ihn dabei auf alle Altersgruppen: „Der Prozess des Sicherinnerns, im Folgenden Reminiszenz genannt, wurde traditionell als ein Prozess angesehen, der überwiegend bei älteren Menschen auftritt. Wir betrachten ihn jedoch als einen Vorgang, der in jedem Lebensalter vonstattengehen kann.“

## Kirchenjahr
Abgeleitet von Reminiszenz wird der 2. Fastensonntag der vor Ostern liegenden Fasten- bzw. Passionszeit (also fünf Wochen vor Ostern) Reminiszere oder Reminiscere genannt. Der Name des Sonntags Reminiszere leitet sich vom Beginn der lateinischen Antiphon des Introitus ab: Reminiscere miserationum tuarum, Domine, et misericordiarum tuarum quae e saeculo sunt. (Dies ist der 6. Vers des 25. Psalmes, ins Deutsche übertragen laut der Einheitsübersetzung: „Denk an dein Erbarmen, Herr, und an die Taten deiner Huld; denn sie bestehen seit Ewigkeit.“; laut der Lutherbibel: „Gedenke, HERR, an deine Barmherzigkeit und an deine Güte, die von Ewigkeit her gewesen sind,“; laut der Neuen Genfer Übersetzung: „Denk an dein großes Erbarmen, HERR, und an deine reiche Gnade, die du seit jeher erwiesen hast!“)

## Zitat
„Ich habe es zu früh erkannt, dass der Schlachteneifer nichts Übermenschliches, sondern – Untermenschliches ist; keine mystische Offenbarung aus dem Reiche Luzifers, sondern eine Reminiscenz  aus dem Reiche der Tierheit – ein Wiedererwachen der Bestialität.“